# Asociación Trabajadores del Estado
La Asociación Trabajadores del Estado (ATE) es un gremio que reúne a trabajadores del Estado Nacional, algunos de los estados provinciales y menormente de los estados municipales de la República Argentina.
También agrupa a trabajadores de entes autárquicos, entes públicos no estatales, empresas estatales, sociedades de economía mixta, sociedades estatales y con participación de capital estatal, organismos centralizados y descentralizados en el orden nacional, provincial y municipal. Los afiliados en ATE pertenecen a todas las artes y oficios laborales, así como a todas las disciplinas profesionales de los diversos sectores del Estado.
La Asociación cuenta, a 2015, con más de 240.000 afiliados y más de 15.000 delegados de base, organizados en 130 seccionales y 24 Consejos Directivos Provinciales. Sus ciento cincuenta locales sindicales están distribuidos en todo el país y conforman una red de comunicación y organización para los trabajadores afiliados.
Formalmente, ATE es una entidad sindical de primer grado, con personería gremial N.º 2 y ámbito de actuación en todo el territorio argentino.

## Historia

### Orígenes
La ATE nace en los talleres del actual Isla Demarchi (La Boca, Ciudad de Buenos Aires) donde funcionaban las instalaciones de Construcciones Portuarias, que dependía del Ministerio de Obras y Servicios Públicos de entonces. Allí se juntaron trabajadores, fundamentalmente de extracción anarco-sindicalistas, para decidir como organizarse. El 15 de enero de 1925, se realiza en el Teatro Verdi, también ubicado en La Boca, la asamblea fundacional de la Asociación. En esa ocasión los trabajadores fijaron un principio que hasta el día de hoy rige la política del sindicato: “... Esta organización de trabajadores mantendrá autonomía de los partidos políticos, los gobiernos y los patrones...".
Los fundadores de la ATE advirtieron de lo complicado que sería organizar a más de  6000 obreros embarcados en las dragas marinas, en los astilleros y talleres montados por el Ministerio de Obras Públicas en la Capital y a lo largo del litoral. De esos 6000 trabajadores, 300 se habían afiliado en Buenos Aires al momento del lanzamiento de la nueva organización, pero esta base no permitía hablar en absoluto de la existencia de una estructura orgánica, ni de un sistema de cuadros de dirigentes de gran magnitud. El peso de la incipiente organización recayó sobre un reducido núcleo de militantes.
El 20 de noviembre de 1925 se publica la primera edición de "Trabajador Estatal", el periódico que servía como órgano de difusión de ATE. Al pie de cada página se podía leer la leyenda “Una vez leído páseselo por favor a otro compañero”. La biblioteca fue inaugurada al conmemorarse el primer aniversario de la Asociación. Parte de los ingresos por aportes de los trabajadores eran utilizados para la compra mensual de nuevos ejemplares. En cada publicación del periódico se anunciaban los nuevos libros adquiridos, y este fue un objetivo que por años se llevó adelante.

### Crisis y represión en los años `30
Durante sus primeros años de vida, la organización sostuvo firmemente su rechazo al trabajo jornalizado y defendió activamente el derecho a las 8 horas de trabajo. Asimismo, ATE se manifestó desde sus inicios de manera solidaria con otros sectores de la clase trabajadora, tanto en el plano nacional como internacional. Es frecuente encontrar en los ejemplares de los primeros años de ATE notas proclamando la libertad de Simón Rodowitzky o repudiando el proceso judicial contra los anarquistas Sacco y Vanzzeti.
En septiembre de 1930 se funda la Confederación General del Trabajo (CGT), de la que ATE pasa a formar parte. En 1935 se produce la primera factura en la central obrera, cuando ATE, la Unión Ferroviaria, Comercio y la Fraternidad se separan para forma la CGT de calle Catamarca, que duraría hasta 1943.
Durante la década de 1930, además de la crisis económica mundial, la Argentina vivió el primer golpe de Estado desde la entrada en vigencia de la Ley Sáenz Peña. La dictadura de José Félix Uriburu tuvo una actitud represiva con el movimiento obrero organizado, actitud que se expresó en despidos masivos. En ese contexto, el rol de la ATE fue defensivo. Al mismo tiempo que peleaba contra las cesantías y reclamaba que se garantizara el pago del salario mínimo en el Estado. Sin embargo, tanto con la dictadura militar primero como con el gobierno civil que gobernó mediante el fraude después, aumentaron los niveles de explotación y la situación general de la clase trabajadora en su conjunto empeoró, lo que se manifestó en un aumento del desempleo y la pobreza.

### ATE durante el gobierno de Perón
En junio del 43, un nuevo Golpe de Estado, dirigido por militares nacionalistas, terminó con los gobiernos fraudulentos de alianza conservadora denominada “Concordancia”. Este drástico cambio político tenía como telón de fondo la Segunda Guerra Mundial y, a nivel local, un desarrollo industrial en crecimiento, producto de la necesidad de sustituir las importaciones interrumpidas durante la conflagración mundial. Luego de un período inicial de fuertes medidas de corte anti sindical, apareció en el gobierno un militar que estableció otro tipo de relaciones con el movimiento obrero organizado. Desde el Departamento de Trabajo, el entonces Coronel Juan Domingo Perón inició un proceso que comenzaría a dar repuesta a los reclamos históricos de los trabajadores argentinos. 
Ante esa incipiente política destinada a “dignificar las condiciones empleo” los sectores conservadores reaccionaron con fuerza y exigieron el desplazamiento Perón. Así fue como el entonces Secretario de Trabajo y Previsión fue detenido en la Isla Martín García. El 15 de octubre del ‘45, en el Comité Central Confederal de la CGT un representante de la Asociación Trabajadores del Estado, alzó su voz y argumentó: “Tenemos que aprovechar este momento excepcionalmente favorable para nosotros, pues si no habremos perdido la lucha por muchos años”. Ese trabajador era Libertario Ferrari y su intervención fue decisiva para que la CGT decidiera convocar a la huelga que acompañó la movilización del 17 de octubre de 1945. Se iniciaba una época en que los trabajadores ganarían protagonismo en la vida política del país y verían realizados muchos de sus históricos reclamos.

### Los años de la resistencia

#### Período de inestabilidad política (1955-1976)
Los grupos de poder volvieron a apelar a la armas para poner fin al proceso inaugurado por el peronismo. Esto dio inicio a un largo período en que se sucedieron violentas dictaduras militares y gobiernos “tutelados” por el poder militar. Para el año ’69 la dictadura de Juan Carlos Onganía, autodenominada “Revolución Argentina”, llevó adelante una política represiva hacia el movimiento obrero y estudiantil e impuso un modelo económico excluyente y antipopular. En el mes de mayo de 1969, la ciudad santafesina de Rosario fue escenario de una serie de protestas conocidas como los “Rosariazos” de mayo y septiembre de 1969 en las que participó quien sería más tarde un destacado dirigente de ATE: Héctor Quagliaro. Era la antesala del Cordobazo. 
El ascenso de las luchas obreras y populares tuvo como resultado una nueva apertura democrática, que permitió el retorno del peronismo al poder. Luego de la muerte Perón, el 1 de julio de 1974, los antagonismos presentes en la sociedad argentina volvieron a expresarse con crudeza. Los grupos vinculados a la oligarquía terrateniente, a los intereses de las trasnacionales y al sistema financiero impulsaron un nuevo golpe de Estado el 24 de marzo del 76, el más sangriento que se recuerda hasta el día de hoy.

#### Última dictadura militar argentina (1976-1983)
La dictadura intervino la mayoría de las organizaciones sindicales. ATE evitó la intervención militar debido a que su entonces secretario general, Juan Horvath, se mostró dispuesto a colaborar con el gobierno de facto. Durante este período se logró aumentar en número considerable las sedes del gremio en todo el país, siendo uno de los 25 representantes en la famosa reunión de "Los 25", donde se dispuso realizar un paro general a la dictadura militar.
En diciembre de 1976, después de un congreso de ATE en La Falda, Horvath decide echar al referente rosarino Héctor Quagliaro. En torno a Quagliario se comienza a armar una agrupación opositora a la conducción de ATE, por lo que en 1977, Luis Vila, Víctor De Gennaro y Germán Abdala, viajaban una vez por mes a la casa de Quagliaro en Rosario para participar de la organización.
El 10 de diciembre de 1977, se reúnen menos de 30 sindicalistas peronistas representantes de ocho seccionales: Borghi, Rosario, Villa María, Ing. White, San Martín, Capital, Corrientes y Concepción del Uruguay, además del Consejo Directivo Nacional. En esa reunión deciden formar  la Agrupación Nacional Unidad y Solidaridad de la Asociación Trabajadores del Estado (ANUSATE). El objetivo de la misma según su carta fundacional era recuperar ATE, derrocar a las autoridades de facto, reorganizar la CGT y lograr que el peronismo vuelva al poder.
En Capital, la incipiente agrupación formaba parte –en representación de ATE–, del grupo de Los 25, más tarde de la CGT Brasil, y del Movimiento Sindical Peronista. El Consejo Coordinador Argentino Sindical (CCAS), por intermedio de Miguel Gazzera, les ofrece a Víctor De Genero y a Germán Abdala un lugar para que dicten cursos de formación sindical y, sobre todo, para que construyan la agrupación. Luego, gracias a la gestión de Carlos Custer, vino el reconocimiento internacional a ANUSATE de la Central Latinoamericana de Trabajadores (CLAT) y de la Comisión Latinoamericana de Servidores Públicos (CLASEP).

El movimiento obrero se dividía entre la CNT (Comisión Nacional del Trabajo), dialoguistas con la dictadura y el grupo de Los 25 que buscaban resistir. Son estos últimos los que realizan la primera huelga general contra la dictadura el 27 de abril de 1979, con la participación de ANUSATE. Tras este paro nacional la resistencia sindical se expresó con mayor activismo y organización, iniciando un proceso de reagrupamientos de conducciones de los sindicalistas más combativos  que se expresaban primero en la CUTA (Central Única de Trabajadores Argentinos) y luego en la CGT Brasil, pasando luego por la reorganización de las organizaciones regionales.

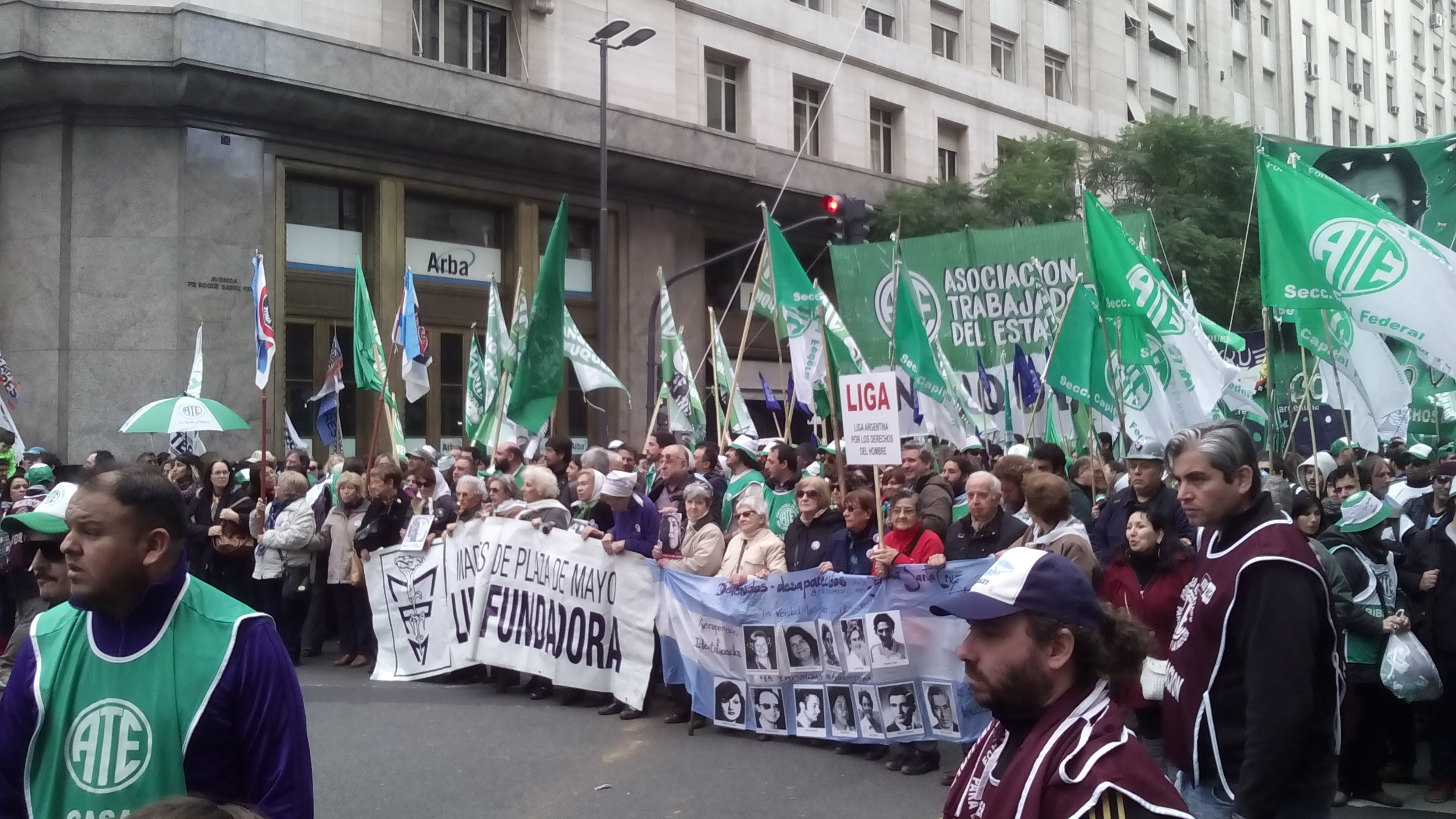
ATE manifestándose en la Marcha Federal de 2016.

### La recuperación democrática (1983-1989)
La democracia en el país trajo aparejada la normalización de sindicatos. ATE convocó a elecciones para el 6 de noviembre de 1984. La Lista Verde ANUSATE presentó a Víctor De Gennaro y Manuel Sabarbati a nivel Nacional y en la Ciudad de Buenos Aires, a Germán Abdala y Juan Carlos Ibarra. Más de 45.000 afiliados, en su mayoría trabajadores del Estado Nacional, eligieron a la Lista Verde frente a la lista que representaba el continuismo y la complicidad con la dictadura. Con la Lista Verde a cargo de ATE se normalizaron las seccionales y los cuerpos de delegados y se inició una profunda reforma administrativo financiera. Se creó la cuenta recaudadora nacional que permitió pagar las deudas.

#### Reforma del estatuto y crecimiento del gremio
En el año 1987 ATE reforma su estatuto con la idea de profundizar la unidad, la autonomía y la democracia interna. Se habilitó un centro recreativo de 11 hectáreas en la ciudad bonaerense de Burzaco, se puso en actividad el Hotel Centenario de Mar del Plata, y se compró un viejo hotel en el barrio porteño de San Telmo que, y una vez refaccionado, fue bautizado con el nombre 27 de junio. También en ese año, como parte del proyecto de transformación edilicia del Consejo Directivo Nacional, se inauguró el anfiteatro Eva Perón, en la sede de Belgrano 2527. También se inauguró en el barrio de La Boca la escuela de capacitación sindical “Libertario Ferrari”. Su primer director, Raúl Sufritti, recorrió el país formando delegados. Asimismo, bajo la coordinación de Claudio Lozano, se creó el Instituto de Estudios sobre Estado y Participación (IDEP), con el objetivo de promover ideas y proyectos alternativos al neoliberalismo.
El 27 de agosto de 1987, la Lista Verde ANUSATE volvió a ganar la conducción del sindicato luego de triunfar en 53 de las 55 seccionales. Junto a Victor De Gennaro, asumió como adjunto otro de los fundadores de la agrupación: Osmar Zapata, que provenía de la fábrica militar de Villa María, Córdoba. En esos años apareció con fuerza la presencia de los trabajadores de los Estados provinciales. Se produjeron, entre otras, dos grandes incorporaciones: el gremio SUTEN, de Neuquén, y la Asociación de Empleados Públicos de Corrientes.
ATE gana nuevos espacios
Durante el primer intento de normalización de la CGT, Víctor De Gennaro, en representación de ATE, integró como vocal la conducción de la Central Obrera. Más tarde fue Secretario de Prensa en la ya dividida CGT de la sede Azopardo. A mediados del 89, Carlos Custer (quien años más tarde sería embajador argentino ante la Santa Sede) ingresó a la cámara de diputados. En diciembre de ese mismo año, el entonces Secretario General de la ATE porteña, Germán Abdala, fue elegido diputado nacional.

### Durante el Gobierno de Carlos Menem (1989-1999)
Durante los gobiernos de Carlos Menem comenzaron a aplicarse en la Argentina las recomendaciones emanadas del Fondo Monetario Internacional en materia económica y de reforma del Estado. Esto implicó un proceso de privatizaciones, de reducción de la estructura estatal y de limitación de la intervención del Estado en la economía. Como contrapartida de ese proceso se flexibilizaron las relaciones laborales, se promovieron retiros voluntarios y se produjeron despidos masivos. Como resultado de las políticas de ajuste se produjo un severo crecimiento de la tasa de desempleo y de la pobreza.
En ese contexto ATE fue uno de los sindicatos más activos en la resistencia de las políticas neoliberales. Tanto los trabajadores del Estado nacional como los trabajadores de los estados provinciales resistieron decididamente las medidas de recorte y achique el Estado.

#### La creación de la CTA
El 23 de mayo de 1991 las elecciones internas del sindicato dieron un nuevo triunfo a la lista verde ANUSATE. De este modo los afiliados dieron su aval al proyecto político sindical que conducía la organización desde su recuperación en 1984 y posibilitaron su continuidad.
Durante los años siguientes ATE confrontó tanto con el modelo neoliberal-privatizador como con los sectores sindicales aliados a él. Esto provocó una ruptura con la CGT y promovió la creación de una nueva central sindical. Tal decisión partió del convencimiento de que la CGT había abandonado sus postulados históricos y que sus dirigentes asumían una postura cómplice respecto a las reformas llevadas adelante en el marco del modelo neoliberal y en contra de los intereses de la clase trabajadora.
En ese contexto se impulsó un encuentro de organizaciones y dirigentes sindicales en la localidad bonaerense de Burzaco, que sería el primer paso en la construcción de la Central de Trabajadores de la Argentina (CTA). A este encuentro le siguieron otros, en la ciudad de Rosario y en la ciudad de Corrientes, este último bautizado como “el sapucay del trabajo”. Finalmente, en un congreso llevado adelante el 14 de noviembre de 1991 en el Parque Sarmiento de la Ciudad de Buenos Aires, más de 2500 delegados dejaron constituido el Congreso de los Trabajadores de la Argentina.
El 13 de julio de 1993 murió Germán Abdala. Un militante y dirigente clave en el proceso sindical iniciado en 1984. A partir de su intensa labor en el Congreso Nacional como diputado los trabajadores estatales lograron la sanción de la Ley de Convenciones Colectivas que rige en el Estado nacional.

#### Resistencia al ajuste fiscal
Con la profundización de las políticas gubernamentales de ajuste, el desempleo, la exclusión y la pobreza alcanzaron niveles alarmantes en la República Argentina. Para esa época comenzaron a multiplicarse en todo el territorio nacional conflictos sindicales y protestas sociales de todo tipo. El 6 de julio de 1994 el descontento generalizado confluyó en una multitudinaria Marcha Federal. Miles de manifestantes organizados en torno a ATE y la CTA se trasladaron desde distintos puntos del país y colmaron la histórica Plaza de Mayo.
Ese año la lista verde volvió a ganar la conducción del sindicato y consagró la fórmula integrada por Víctor De Gennaro y Juan González. También se llevaron adelante elecciones en el CTA, por el voto directo y secreto de sus afiliados, que consagró en la conducción de la Central a Víctor De Gennaro y Marta Maffei.
Durante 1995 se intensificaron la represión de la protesta y la judicialización de las luchas sociales. El asesinato de Victor Choque, en tierra del fuego, fue la respuesta del proyecto neoliberal ante quienes se oponían a él. En el Estado continuó el desmantelamiento y el cierre de importantes centros de producción. Fue así como de los 15.000 trabajadores que había en el sector de producción para la defensa solo quedaron 2500 a mediados de la década del ’90.
En 1996 se cumplieron 20 años del golpe militar y, en homenaje a los detenidos desaparecidos, ATE inauguró un monumento en patio de la sede del Consejo Directivo Nacional. De este modo la Asociación manifestó una vez más su compromiso con el respecto de los Derechos Humanos, su reclamo de justicia ante los crímenes de la dictadura y su apoyo permanente a las Madres de Plaza de Mayo.

#### Consolidación de la CTA
El 4 y 5 de noviembre de 1996 miles de delegados de ATE participan del primer congreso nacional de delegados de la CTA en el Luna Park.
Las privatizaciones de las principales empresas del Estado empiezan a mostrar su cara más trágica. Pueblos que se fundaron y crecieron junto a la empresa estatal YPF y los ferrocarriles argentinos empezaron a desaparecer. En las localidades neuquinas de Cutral Co y Plaza Huincul se produjo un levantamiento social que involucró a la población entera de ambas localidades y se expresó en un acampe y corte de ruta. El gobierno nacional y el gobierno de Neuquén reprimieron la protesta con la intervención de Gendarmería Nacional y la policía provincial. Producto de la violencia estatal, el 12 de abril de 1997 fue asesinada en Cutral Co una trabajadora de 24 años llamada Teresa Rodríguez.
A mediados del 1998, en su séptimo congreso, la Confederación Latinoamericana de Trabajadores Estatales vuelve a poner a ATE en la presidencia de dicha entidad. ATE había sido en 1967 una de la organizaciones fundadoras de la CLATE, confederación que nuclea a sindicatos de trabajadores públicos de 16 países de América Latina y el Caribe.

#### La lucha por el Convenio Colectivo
En 1998, el gobierno de Carlos Menem firmó junto a la Unión de Personal Civil de la Nación (UPCN) un Convenio Colectivo de Trabajo para la administración pública nacional. ATE denunció que ese acuerdo había sido realizado “a espaldas y en contra de los intereses de los trabajadores” y no participó ni suscribió documento alguno al respecto. En marzo de 1999, ATE convocó a un referéndum entre los estatales. Más de 30.000 trabajadores rechazaron ese Convenio.

### Durante el gobierno de De la Rúa (1999-2001)

#### Construyendo la alternativa
En septiembre de 1999, se realizaron en ATE nuevas elecciones. Juan Gonzáles y Teodoro Peralta fueron quienes resultaron elegidos para conducir el sindicato. El lema de la campaña fue “Desde la resistencia a la Victoria”.
En el cierre del año, y con la presencia del que luego sería el presidente de Brasil, Luis Inacio Lula Da Silva, ATE convocó a un nuevo encuentro del nuevo pensamiento.
Para el año 2000 ATE cumplió 75 años de vida. Realizó su Congreso Federal en la Isla Demarchi, en los mismos talleres donde trabajaban los fundadores del gremio.
Si bien el menemismo había sido desplazado del poder, con Fernando de la Rúa se mantienen y profundizan las políticas neoliberales que llevará al colapso total de la economía argentina. En ese contexto, el Congreso nacional votó una ley que recortaba un 13% los salarios estatales. Como consecuencia,  los estados provinciales y municipales repitieron la rebaja salarial. En ese marco, ATE protagonizó la “Marcha Grande”, que partió de Rosario el 26 de julio del 2000 y llegó 15 días más tarde a Buenos Aires.
A principios de 2001 se realizó en Porto Alegre la primera edición del Foro Social Mundial bajo el lema: “Otro mundo es posible”. ATE participó del encuentro, para llevar su experiencia en la organización de los trabajadores y los sectores populares en la lucha contra el neoliberalismo.

#### El FreNaPo
El 2001 fue un año de intensas luchas, ATE y la CTA realizaron varios paros nacionales y movilizaciones en contra de la continuidad del ajuste. Junto a numerosas organizaciones gremiales, sociales y políticas, ATE y CTA lanzaron la convocatoria a una consulta popular para terminar con la pobreza. En septiembre de ese año ATE participó de la Marcha Nacional contra La Pobreza convocada por el Frente Nacional contra la Pobreza (Frenapo). Del 14 al 17 de diciembre, con una amplia participación de la militancia de ATE, más de 3.000.000 de argentinos votaron en una consulta popular voluntaria para que por haya más hogares pobre en la Argentina.

#### Frente al colapso de la convertibilidad
Después de más de una década de empobrecimiento, desocupación y exclusión social, el robo perpetrado contra los pequeños ahorristas argentinos y la declaración del estado de sitio actúan como detonante. El pueblo argentino dice basta al terror y sale a las calles el 19 y 20 de diciembre de 2001. Frente a ello se desencadenó una salvaje represión que dejó como saldo 27 militantes sociales muertos y cientos de heridos (entre los muertos se contó al militante y delegado de ATE Rosario, Claudio "Pocho" Lepratti, asesinado por la policía rosarina en su lugar de trabajo, la Escuela 756, del barrio Las Flores, en el extremo sur de la ciudad de Rosario, cuando exigía a los "agentes del orden" que dejaran de disparar en las cercanías de la escuela ya que "había pibes comiendo") La situación de convulsión social y crisis económica obligó al presidente Fernando de la Rúa a renunciar y produjo una sucesión de presidentes provisorios. El primero de enero de 2002 los grupos de poder económico más concentrados impusieron al senador Eduardo Duhalde como presidente interino de la República y acordaron una salida devaluatoria, una vez más en contra de los intereses populares.
ATE siguió resistiendo y la criminalización de las protesta avanzó en todo el país. En Neuquén fue encarcelada la conducción de ATE y la CTA que encabezaba el dirigente Julio Durval Fuentes. En Jujuy, 130 militantes de ATE fueron detenidos tras una marcha, entre ellos el Secretario General de ATE Jujuy, Nando Acosta. En Entre Ríos se produjeron atentados y amenazas de muerte contra el dirigente Mario Mazarotti.
El 26 de junio de 2002 el gobierno nacional ordenó reprimir un corte de calle en el Puente Pueyrredón, que separa la Ciudad de Buenos Aires y el partido bonaerense de Avellaneda. En ese acto criminal fueron asesinados dos militantes de organizaciones de trabajadores desocupados: Maximiliano Kosteki y Darío Santillán. La reacción popular ante la política represiva obligó al gobierno nacional a convocar a elecciones para mayo de 2003.

#### Hacia la Constituyente Social
En el marco de la resistencia y hacia el 6.º Congreso de la CTA, ATE impulsó el debate para la construcción de las herramientas más adecuadas para pasar a la ofensiva. El 13 y 14 de diciembre de 2002 en la ciudad de Mar del Plata, desde el sindicato se plantea la necesidad de construir “un movimiento político social y cultural de liberación”.
El 21 de mayo de 2003 ATE convocó a nuevas elecciones generales del gremio. La lista Verde ANUSATE volvió a triunfar con más del 90% de los sufragios. El 25 de mayo de ese año asumió el gobierno nacional Néstor Kirchner, un presidente que comienza a instalar un discurso contrario al modelo neoliberal.
En los años siguientes ATE dedicó sus esfuerzos a la construcción del movimiento político, social y cultural de liberación, por una Constituyente Social para el país. Así se había decidido, junto al resto de las organizaciones miembro de la CTA, en el Congreso de Mar del Plata de 2002. Por ese motivo, el 24 y 25 de octubre de 2008, más de 8800 militantes pertenecientes a 714 organizaciones procedentes de distintos rincones de la Argentina se convocan en Jujuy para participar de la Constituyente Social. Allí debate junto a otras organizaciones sociales y sindicales sobre distribución de la riqueza, soberanía popular y más y mejor democracia para cambiar la realidad y construir un nuevo país.
Luego de la experiencia de la Constituyente Social en Jujuy, ATE volvió a impulsar junto a la CTA y cientos de organizaciones sociales un nuevo encuentro en la ciudad de Neuquén, el 20, 21 y 22 de noviembre de 2009. Bajo el lema de “Construir una estrategia integral del Poder Popular en la Argentina” se organizaron 23 comisiones de debate, con 4000 delegados que discutieron sobre la búsqueda de un camino de unidad en la diversidad. Militantes de todo el país, provenientes de organizaciones sindicales, territoriales, de derechos humanos, comunidades religiosas, jubilados y jóvenes colmaron las instalaciones del Estadio Ruca Che en la capital neuquina.

### Durante los gobiernos kirchneristas (2003-2015)

#### Las elecciones de CTA en 2010
El 23 de septiembre de 2010 los afiliados de ATE volvieron a las urnas para elegir las nuevas autoridades de la CTA: Pablo Micheli fue elegido como nuevo secretario general, por el voto directo y secreto de casi un millón y medio de afiliados en todo el país. Con la elección de 2010, la CTA reafirmó sus principios fundacionales y defendió su autonomía de los gobiernos y de los patrones. Sin embargo, un sector de la CTA encabezado por el secretario general saliente, Hugo Yasky, desconoció los resultados de la elección y, mediante la intervención del Ministerio de Trabajo (que no reconoce la personería jurídica de la Central) obtuvo la prórroga del mandato vencido. ATE denunció e impugnó dicha injerencia oficial en la vida interna de la Central.

#### Elecciones en ATE 2011
El 4 de agosto de 2011 la fórmula Julio Fuentes – Hugo Godoy fue elegida por con más del 90% de los votos para conducir el sindicato. De este modo, los afiliados volvieron a dar continuidad al proyecto con el que se recuperó el sindicato en 1984. Desde entonces, ATE concentra sus esfuerzos en la lucha por la plena estabilidad de los trabajadores del Estado, el acceso al salario mínimo vital y móvil en provincias y municipios, la igualdad del salario para trabajadores que realizan la misma tarea, entre otras cuestiones que fueron históricamente sus banderas. La construcción de la unidad latinoamericana a través de la CLATE, la consolidación de la Constituyente Social y el debate por un Estado más justo, solidario e inclusivo forman parte de las iniciativas por las que día a día trabaja la organización.